# 巴拉特·拉特拉
巴拉特·维什努·拉特拉（英語：Bharat Vishnu Ratra，1960年1月26日—），印度-美国物理学家、理论宇宙学家和天体粒子物理学家，堪萨斯州立大学物理学杰出教授。

## 荣誉
- 国家科学基金会职业奖 (1999年)
- 美国物理学会会员 (2002年)
- 美国科学促进会会员 (2005年)
- Olin Petefish基础科学奖 (2017年)